# Sérgio Sousa
Sérgio Ferreira Sousa (Santo Tirso, 11 oktober 1983) is een Portugees voormalig wielrenner die in 2016 zijn carrière afsloot bij Team Vorarlberg.

## Carrière
In 2010 werd hij, achter Rui Costa, tweede op het nationale kampioenschap tijdrijden. Ondanks dat Costa, samen met zijn broer Mário Costa, werd betrapt op het gebruik van methylhexanamine, kon hij aantonen dat de positieve test te wijten was aan een vervuild supplement. Hierdoor mocht hij zijn tijdrittitel houden en bleef Sousa tweede.

## Overwinningen
2009
Sprintklassement Ronde van de Algarve
2012
Bergklassement Ronde van de Algarve
2016
4e etappe Flèche du Sud
Eindklassement Flèche du Sud

## Ploegen
- 2005 –  Madeinox-A.R. Canelas
- 2006 –  Madeinox-Bric-A.R. Canelas
- 2007 –  Madeinox Bric Loulé
- 2008 –  Madeinox Boavista
- 2009 –  Madeinox Boavista
- 2010 –  Madeinox-Boavista
- 2011 –  Barbot-Efapel
- 2012 –  Efapel-Glassdrive
- 2013 –  Efapel-Glassdrive
- 2014 –  Efapel-Glassdrive
- 2015 –  LA Aluminios-Antarte
- 2016 –  Team Vorarlberg